# Формула 1 — сезона 1994
Светски шампионат Формуле 1 1994. године је био 45. по реду шампионат у Формули 1 који је организовала Светска аутомобилска организација (ФИА). Шампионат је почео 27. марта 1994, а завршио се 13. новембра 1994. након 16 трка. Овај шампионат Формуле 1 је остао упамћен као један од најтрагичнијих и најконтроверзнијих спортских догађаја у историји. Све до краја шампионата водила се неизвесна трка за најбољег возача, али је на крају Немац Михаел Шумахер освојио шампионат са само једним бодом предности испред Британца Дејмона Хила. Међутим, Шумахерову титулу у сенку су бациле трагичне смрти троструког светског шампиона, Бразилца Аиртона Сене и аустријског возача Роланда Раценбергера, дебитанта у Формули 1, које су се догодиле за време тркачког викенда који је представљао Велику награду Сан Марина 1994. године.

## Распоред трка
| Бр. трке | Назив трке                      | Датум         | Место                            |
| -------- | ------------------------------- | ------------- | -------------------------------- |
| 1        | Велика награда Бразила          | 27. март      | „Интерлагос“                     |
| 2        | Велика награда Пацифика         | 17. април     |                                  |
| 3        | Велика награда Сан Марина       | 1. мај        | „Енцо и Дино Ферари“             |
| 4        | Велика награда Монака           | 15. мај       | Аутомобилска стаза у Монте Карлу |
| 5        | Велика награда Шпаније          | 29. мај       | „Каталуња“                       |
| 6        | Велика награда Канаде           | 12. јун       | „Жил Вилнев“                     |
| 7        | Велика награда Француске        | 3. јул        | „Мањи—Кур“                       |
| 8        | Велика награда Велике Британије | 10. јул       | „Силверстон“                     |
| 9        | Велика награда Немачке          | 31. јул       | „Хокенхајм“                      |
| 10       | Велика награда Мађарске         | 14. август    | Хунгароринг                      |
| 11       | Велика награда Белгије          | 28. август    | „Спа—Франкошамп“                 |
| 12       | Велика награда Италије          | 11. септембар | „Монца“                          |
| 13       | Велика награда Португалије      | 25. септембар | „Есторил“                        |
| 14       | Велика награда Европе           | 16. октобар   | „Херез“                          |
| 15       | Велика награда Јапана           | 6. новембар   | Сузука                           |
| 16       | Велика награда Аустралије       | 13. новембар  | „Аделејд“                        |